# Кон (селище)
Вижте пояснителната страница за други значения на Кон.
Кон (на словенски: Konj) е село в Словения, регион Средна Словения, община Лития. Според Националната статистическа служба на Република Словения през 2015 г. селото има 99 жители.